# Allium arkitense
Allium arkitense — вид трав'янистих рослин родини амарилісові (Amaryllidaceae), ендемік Киргизстану.

## Опис
Цибулини стиснено-яйцеподібні, 1.5–2 см завдовжки, 12–20 мм завширшки, зі спочатку білуватими оболонками, які згодом стають коричнево-чорними. Стеблина циліндрична, прямостійна, завдовжки 40–60(90) см, діаметром 4–6 мм, гладка, тьмяно-зелена. Листків 1–2(3), вузько ланцетоподібні, жолобчасті, завдовжки 20–40 см, шириною 1.5–2.5 см, верхня сторона гладка, знизу з неглибокими і широкими ребрами, сірувато-зелені, краї білувато-лускаті. Суцвіття спочатку напів-кулясте або стиснено-кулясте, досить щільне, багатоквіткове, діаметром 4–7 см. Квітки зірчасті; листочки оцвітини вузько-ланцетні-трикутні, завдовжки 5–6 мм, шириною ≈ 1 мм, рожево-кармінові, серединна жилка непомітна. Пиляки витягнуті, сірувато-фіолетові. Коробочка широко веретеноподібна, довжиною і діаметром 3–4 мм.

## Поширення
Ендемік Киргизстану.